# Глумина (Неум)
Глумина је насељено мјесто у Босни и Херцеговини у општини Неум које административно припада Федерацији Босне и Херцеговине. Према попису становништва из 1991. у насељу је живјело 58 становника.

## Становништво
Према попису становништва 1991. године, у Глумини је живело 58 становника, хрватске националности.